# Nsork
Nsork és un municipi de Guinea Equatorial, de la província de Wele-Nzas a la Regió Continental. El 2005 tenia 16.037 habitants.